# Семисопочный
Семисопочный (англ. Semisopochnoi, алеут. Unyax̂, алеут. Уняҳ) — остров в составе Крысьих островов, входящих в состав Алеутского архипелага на юге Берингова моря.
Остров вулканического происхождения и необитаем. На нём имеются идеальные условия для гнездования многочисленных видов морских птиц. Площадь Семисопочного составляет 221,67 км². Так как остров находится в непосредственной близости от линии перемены даты (с западной стороны), его часто называют самой восточной точкой США.